# Gunner Wright
Gunner Wright es un actor de cine estadounidense conocido por su papel en la película Love y por interpretar a Isaac Clarke en la serie de videojuegos Dead Space. Wright compitió en motocicletas hasta los 21 años, cuando se mudó al Sur de California. Allí, comenzó a trabajar en la serie Fastlane de Fox Television y pronto comenzó una carrera en la actuación. Apareció en la película J. Edgar de Clint Eastwood.

## Carrera
Wright apareció en G.I. Joe: The Rise of Cobra como agente del servicio secreto. En 2011, Wright protagonizó la película Love de 2011 del director William Eubank. Wright interpretó al personaje principal, el astronauta estadounidense Lee Miller, que queda varado a bordo de la Estación Espacial Internacional.
Wright también protagoniza Dead Space 2 y Dead Space 3 como el protagonista Isaac Clarke, desarrollado por Visceral Games y distribuido por Electronic Arts. Wright asistió a la Comic-Con de 2010 para promocionar Dead Space 2 y reunirse con los fans.
Variety describió la actuación de Wright en Love, diciendo: "Wright, que soporta casi la carga de un espectáculo unipersonal, es valientemente atlético, totalmente estadounidense y algo así como una pizarra en blanco, como los astronautas de Kubrick, hasta que una personalidad sin restricciones comienza a filtrarse." Ain't It Cool News también describió la interpretación de Wright del Capitán Lee Miller:
Gunner Wright lleva una gran carga como presencia principal en la pantalla y hace un excelente trabajo al mostrar el deterioro de un hombre lógico. Muchas películas convierten la pérdida de los sentidos en algo frenético, casi cómicamente tonto, mientras que aquí lo vemos saltar entre bordear el borde de la cordura y tambalearse, a veces es lo suficientemente consciente de sí mismo como para ver dónde están las cosas. yendo. Se tendría la sensación de que la mayoría de los astronautas manejarían una situación como ésta de manera similar.
En agosto de 2021, Wright confirmó que retomaría su papel de Isaac Clarke en la nueva versión de Dead Space.

## Filmografía

### Película
| Año  | Título                           | Papel                       | Notas        |
| ---- | -------------------------------- | --------------------------- | ------------ |
| 2007 | Wicked Wicked Games              | Hombre sexy                 |              |
| 2009 | G.I. Joe: The Rise of Cobra      | Agente del Servicio Secreto | Cameos       |
| 2010 | Los Perdedores                   | Piloto de jet               | Cameos       |
| 2010 | El juego perfecto                | Jugador de San Luis # 1     | Cameos       |
| 2011 | Love                             | Lee Miller                  |              |
| 2011 | J. Edgar                         | Dwight Eisenhower           | Cameo        |
| 2011 | Agent Mx-z3Ro                    | Agent Zero                  | Cortometraje |
| 2012 | A Good Soldier                   | Ollie Rodarte               | Cortometraje |
| 2014 | The Gun                          | Marshall                    | Cortometraje |
| 2014 | Highway to Dhampus               | Colt Morgan                 |              |
| 2015 | I Am Alone                       | Mason James Riley           |              |
| 2018 | The Pinch                        | Rob                         |              |
| 2020 | Underwater                       | Lee Miller                  |              |
| 2021 | Paranormal Activity: Next of Kin | Diputado                    |              |
| 2023 | Land of Bad                      | David Andrews               |              |

### Videojuegos
| Año  | Título                              | Papel                     | Notas                                               |
| ---- | ----------------------------------- | ------------------------- | --------------------------------------------------- |
| 2011 | Dead Space 2                        | Isaac Clarke              | PlayStation 3 / Xbox 360 / Microsoft Windows        |
| 2013 | Dead Space 3                        | Isaac Clarke              | PlayStation 3 / Xbox 360 / Microsoft Windows        |
| 2013 | PlayStation All-Stars Battle Royale | Isaac Clarke (cameo; DLC) | PlayStation 3 / PlayStation Vita                    |
| 2017 | Star Wars: Battlefront II           | Oficial imperial Matthis  | Microsoft Windows / PlayStation 4 / Xbox One        |
| 2020 | Maneater                            | Cazador 01 Masculino      | Microsoft Windows / PlayStation 4 / Xbox One        |
| 2023 | Dead Space                          | Isaac Clarke              | Microsoft Windows / PlayStation 5 / Xbox Series X/S |